# William Westenra, 6. Baron Rossmore
William Westenra, 6. Baron Rossmore (* 12. Juli 1892; † 17. Oktober 1958) war ein britischer Adliger und Politiker.
William Westenra war der älteste Sohn von Derrick Westenra, 5. Baron Rossmore, und dessen Frau Mittie (geborene Naylor). Er hatte zwei Geschwister. 1921 erbte er den Titel Baron Rossmore seines Vaters. Als solcher gehörte er dem House of Lords an.
Am 8. November 1927 heiratete er Dolores Cecil Lee. Aus der Ehe gingen zwei Kinder hervor, ein Sohn und eine Tochter. Sein Sohn William folgte ihm 1958 als Baron Rossmore nach.